# 诱杀烯醇
诱杀烯醇（英語：Grandisol），又称棉籽象鼻虫性信息素，是一种有机化合物，化学式为C10H18O。是一种包含环丁烷、羟基和双键结构的单萜，并且含有两个手性中心。诱杀烯醇是一种昆虫性信息素，最早在棉铃象鼻虫（学名：Anthonomus grandis）中发现，棉铃象鼻虫通过释放这种物质来吸引异性，其英文名也源自于此。除了棉铃象鼻虫，同时也是其他相关昆虫的信息素。棉铃象鼻虫是一种危害性重大的农业害虫，若不加控制能往往容易产生重大经济损失，诱杀烯醇则是棉铃象鼻虫诱杀剂的主要成分。

## 合成
诱杀烯醇最早由美国密西西比州立大学的J. Tumlinson等人在1969年分离，确认并合成得到。最新且产率最高的合成路线则是由傅尔曼大学的化学家在2010年1月提出。即使其立体选择性合成已经被报导，但外消旋体诱杀烯醇被证实与自然产生手性对映体一样有效，使得对映选择性合成在农业用途上的必要性变得毫无意义。